# Número vampiro

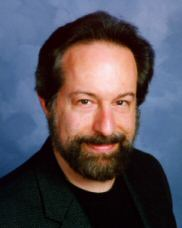
Clifford A. Pickover, quien introdujo el concepto de número vampiro.

En teoría de números, un número vampiro (o número vampiro verdadero) es un número natural compuesto con un número par de dígitos, que se puede factorizar en dos números naturales cada uno con la mitad de dígitos que el número original y no ambos con ceros finales, donde los dos factores contienen precisamente todos los dígitos del número original, sin importar su orden, pero teniendo en cuenta su multiplicidad. El primer número vampiro es 1260 = 21 × 60.

## Definición
Sea {\displaystyle N} un número natural con {\displaystyle 2k} dígitos:
{\displaystyle N={n_{2k}}{n_{2k-1}}...{n_{1}}}
Entonces {\displaystyle N} es un número vampiro si y solo si existen dos números naturales {\displaystyle A} y {\displaystyle B}, cada uno con {\displaystyle k} dígitos:
{\displaystyle A={a_{k}}{a_{k-1}}...{a_{1}}}
{\displaystyle B={b_{k}}{b_{k-1}}...{b_{1}}}
de manera que {\displaystyle A\times B=N}, {\displaystyle a_{1}} y {\displaystyle b_{1}} no son ambos cero, y los dígitos {\displaystyle 2k} de concatenación de {\displaystyle A} y {\displaystyle B} {\displaystyle ({a_{k}}{a_{k-1}}...{a_{2}}{a_{1}}{b_{k}}{b_{k-1}}...{b_{2}}{b_{1}})} son una permutación de los dígitos {\displaystyle 2k} de {\displaystyle N}. Los dos números {\displaystyle A} y {\displaystyle B} se denominan "colmillos" de {\displaystyle N}.
Por ejemplo: 1260 es un número vampiro, con 21 y 60 como colmillos, ya que 21 × 60 = 1260 y los dígitos de la concatenación de los dos factores (2160) son una permutación de los dígitos del número original (1260). Sin embargo, 126000 (que se puede expresar como 21 × 6000 o 210 × 600) no lo es, ya que 21 y 6000 no tienen el número correcto de dígitos, y tanto 210 como 600 tienen ceros finales. De manera similar, 1023 (que puede expresarse como 31 × 33) no lo es, porque aunque 1023 contiene todos los dígitos de 31 y 33, los cuatro dígitos del par (3133) no son una permutación de los dígitos del número original.
Los números vampiros fueron descritos por primera vez en una publicación de 1994 de Clifford Pickover para el grupo sci.math de Usenet, y el artículo que escribió más tarde se publicó en el capítulo 30 de su libro "Keys to Infinity".

## Ejemplos
| n  | Cantidad de números vampiros con n cifras |
| -- | ----------------------------------------- |
| 4  | 7                                         |
| 6  | 148                                       |
| 8  | 3228                                      |
| 10 | 108454                                    |
| 12 | 4390670                                   |
| 14 | 208423682                                 |
| 16 | 11039125795                               |

Los números vampiros son:
1260, 1395, 1435, 1530, 1827, 2187, 6880, 102510, 104260, 105210, 105264, 105750, 108135, 110758, 115672, 116725, 117067, 118440, 120600, 123354, 124483, 125248, 125433, 125460, 125500, ... (sucesión A014575 en OEIS)
Hay muchas secuencias conocidas de infinitos números vampiros que siguen un patrón, como:
1530 = 30 × 51, 150300 = 300 × 501, 15003000 = 3000 × 5001, ...
Es por eso que como máximo un número puede incluir ceros finales, como:
1530 = 30 × 51, 153000 = 300 × 510, 15300000 = 3000 × 5100, ...

## Varias parejas de colmillos
Un número vampiro puede tener varios pares distintos de colmillos. El primero de infinitos números vampiros con 2 pares de colmillos es:
125460 = 204 × 615 = 246 × 510
El primero con 3 pares de colmillos es:
13078260 = 1620 × 8073 = 1863 × 7020 = 2070 × 6318
El primero con 4 pares de colmillos es:
16758243290880 = 1982736 × 8452080 = 2123856 × 7890480 = 2751840 × 6089832 = 2817360 × 5948208
El primero con 5 pares de colmillos es:
24959017348650 = 2947050 × 8469153 = 2949705 × 8461530 = 4125870 × 6049395 = 4129587 × 6043950 = 4230765 × 5899410

## Variantes
Los números pseudovampiros (números vampiros desfigurados) son similares a los números vampiros, excepto en que los colmillos de un número pseudovampiro de n dígitos no necesita tener una longitud de n/2 dígitos. Los números pseudovampiros pueden tener un número impar de dígitos, por ejemplo 126 = 6 × 21.
De manera más general, se permiten más de dos colmillos. En este caso, los números vampiro son números n que se pueden factorizar usando sus propios dígitos. Por ejemplo, 1395 = 5 × 9 × 31. Esta secuencia inicia (sucesión A020342 en OEIS):
126, 153, 688, 1206, 1255, 1260, 1395, ...
Un "número primo vampiro" o "primo vampiro", como lo definió Carlos Rivera en 2002, es un verdadero número vampiro cuyos colmillos son sus factores primos. Los primeros primos vampíricos son:
117067, 124483, 146137, 371893, 536539
El más grande conocido (hasta 2007) es el cuadrado (94892254795 × 10103294 + 1)2, encontrado por Jens K. Andersen en septiembre de 2007.
Un número vampiro doble es aquel que tiene colmillos que también son números vampiro, un ejemplo de tal número es 1047527295416280 = 25198740 × 41570622 = (2940 × 8571) × (5601 × 7422), que es el vampiro doble más pequeño.
Un número vampiro en números romanos es una cifra romana cuyos dígitos cuentan con la misma propiedad que un número vampiro en base 10. Un ejemplo de este tipo de números es el VIII = II × IV.

## Matrices vampíricas
La idea de los números vampiros se puede expandir a las matrices utilizando la multiplicación de matrices.
Por ejemplo: {\displaystyle {\begin{pmatrix}3&4\\6&8\end{pmatrix}}\times {\begin{pmatrix}3&4\\6&8\end{pmatrix}}={\begin{pmatrix}{33}&{44}\\{66}&{88}\end{pmatrix}}}
Tal y como se puede observar en el ejemplo, una manera de obtener este tipo de matrices en las que los dos colmillos son iguales es buscando los casos en los que se cumple la fórmula:
{\displaystyle {\begin{pmatrix}A&B\\C&D\end{pmatrix}}^{2}=k{\begin{pmatrix}A&B\\C&D\end{pmatrix}}}
donde {\displaystyle k} es el número necesario para pasar un número a su forma duplicada: 11, 101, 1001... (es decir 10n+1, donde n es el número de cifras).
Ejemplo: {\displaystyle {\begin{pmatrix}{23}&{26}\\{69}&{78}\end{pmatrix}}^{2}=101{\begin{pmatrix}{23}&{26}\\{69}&{78}\end{pmatrix}}={\begin{pmatrix}{2323}&{2626}\\{6969}&{7878}\end{pmatrix}}}
Las soluciones a esta función {\displaystyle M^{2}=kM} se pueden encontrar utilizando el polinomio característico de la matriz, con el teorema de Cayley-Hamilton {\displaystyle \det(\lambda I-M)}. Concretamente, la matriz es vampírica si el determinante es 0 y la suma de la diagonal principal ({\displaystyle A+D}) es {\displaystyle k}. Por lo tanto, el criterio es válido para cualquier matriz que cumpla:
{\displaystyle {\begin{pmatrix}{a}&{m(k-a)}\\{{\frac {1}{m}}a}&{k-a}\end{pmatrix}}}
y cuyos cuatro componentes de la matriz sean números naturales con n cifras.
La definición se puede generalizar por matrices con más de dos colmillos, o con matrices de mayores dimensiones, empleando el igualmente el producto matricial.